# Тур Онисій Степанович
Онисій Степанович Тур (15 лютого 1914, с. Вергуни, Україна — 10 січня 1997, м. Заліщики, Україна) — український історик, краєзнавець, громадський діяч. Заслужений вчитель УРСР (1966). Учасник німецько-радянської війни.

## Життєпис
Онисій Тур народився 15 лютого 1914 року в селі Вергунах Хорольського району Полтавської области України.
Навчався на курсах учителів у м. Хорол, при Великосорочинському педагогічному технікумі (обидва нині — Полтавської области), вчителів української мови та літератури при Уманському педагогічному інституті (Черкаська область, нині університет). Закінчив Кременецький педагогічний інститут (1950, нині ТНПУ), історичний факультет Чернівецького університету (нині національний університет). 
Працював завідувачем Підволочиського райвно (1950—1952), учителем історії середньої школи у Заліщиках (1952—1983), де організатор та керівник історико-краєзнавчого гуртка (1950—1980); 1967 створив громадський літературно-меморіальний музей Осипа Маковея. 

### Громадська діяльність
Співініціатор, співорганізатор відкриття та директор (1974—1997) Заліщицького районного історико-краєзнавчого музею.

## Доробок
Автор близько 400 краєзнавчих статей у пресі, посібників із народознавства — «Чумацькими шляхами» (1995, м. Київ) і «Географія рідного краю» для учнів 5-х класів.